# Beta-alanin
β-alanin (ili beta-alanin) je prirodna beta aminokiselina. Njena aminogrupa je u β-poziciji u odnosu na karboksilatnu grupu (tj. udaljena je dva atoma). IUPAC ime za β-alanin je 3-aminopropionska kiselina. Za razliku od α-alanina, β-alanin nema stereocentar.
β-alanin se ne koristi u biosintezi glavnih proteina ili enzima. On se formira in vivo degradacijom dihidrouracila i karnozina. On je komponenta prirodnih peptida karnozina i anserina, kao i pantotenske kiseline (vitamina B5), koja je komponenta koenzima A. Pod normalnim okolnostima, β-alanin se metaboliše do sirćetne kiseline.
β-alanin je prekurzor karnozina, i stoga su nivoi karnozina su ograničeni količinom dostupnog β-alanina. Suplementacija β-alaninom dovodi do povišenja koncentracije karnozina u mišićima, umanjenja zamora kod atletičara i uvećanja radne sposobnosti mišića.

## Spoljašnje veze
- Архивирано на веб-сајту  (2. март 2009)